# Karang Asem (Paliyan)
Karang Asem is een bestuurslaag in het regentschap Gunung Kidul van de provincie Jogjakarta, Indonesië. Karang Asem telt 7447 inwoners (volkstelling 2010).